# Wiener Stadthalle
A Wiener Stadthalle Bécs legnagyobb rendezvényközpontja. Az 1957-ben megnyitott létesítmény az osztrák főváros 15. kerületében található.

## Események
- 1967-es jégkorong-világbajnokság
- 2005-ös IIHF jégkorong-világbajnokság
- 2015-ös Eurovíziós Dalfesztivál
- 2026-os Eurovíziós Dalfesztivál